# (32914) 1995 AG1
1995 AG1 (asteroide 32914) é um asteroide da cintura principal. Possui uma excentricidade de 0.07485010 e uma inclinação de 5.08749º.
Este asteroide foi descoberto no dia 6 de janeiro de 1995 por Masanori Hirasawa e Shohei Suzuki em Nyukasa.